# Flekkefjords kommun
Flekkefjords kommun (norska: Flekkefjord kommune) är en kommun i Agder fylke i södra Norge. Kommunen gränsar i väster till Sokndals kommun och Lunds kommun i Rogaland fylke, i norr till Sirdals kommun och i öster till Kvinesdals kommun.
Staden Flekkefjord, som är kommunens centralort ligger nära Europaväg 39, ungefär mitt emellan städerna Kristiansand och Stavanger. Förutom centralorten omfattar Flekkefjord kommun också de tättbebyggda orterna Abelnes, Andabeløy, Fjellse, Flikka, Gyland, Hidrasund, Kirkehamn, Rasvåg, Sira och Åna-Sira.

## Administrativ historik
Flekkefjords kommun upprättades den 1 januari 1838 (som Flekkefjord formannskapsdistrikt) när Formannskapslovene från 1837 trädde i kraft. Kommunen omfattade då staden Flekkefjord.
1942 överfördes ett bebott område (med 377 invånare) från Nes kommun till Flekkefjords kommun.
Den 1 januari 1965 gick kommunerna Gyland, Hidra och Nes samt huvuddelen av Bakke kommun upp i Flekkefjords kommun. Kommunen ökade då från 3 163 invånare före sammanslagningen till 8 813 invånare efter.
Den 1 januari 1987 överfördes ett bebott område (gnr. 110-114 i Virakgrenda och gnr. 151 och 152 i Espetveitgrenda med totalt 41 invånare) från Flekkefjords kommun till Sirdals kommun.

## Kommunvapen
Blasonering: En norsk Lodsbaad i fraadende Bølger paa høirød Grund.
Vapnet föreslogs av en löjtnat Kaltenborn för Flekkefjords stad år 1855.

## Tätorter
I Flekkefjords kommun finns två tätorter:
- Flekkefjord (centralort)
- Sira

## Socknar
Inom Norska kyrkan är Flekkefjords kommun indelad i fyra socknar:
- Bakke socken
- Flekkefjords socken
- Gylands socken
- Hidra socken

Socknarna ingår i Lister og Mandals prosteri i Agder og Telemarks stift.